# 反恐行動區 (烏克蘭)

ATO區動畫圖

反恐行動區（烏克蘭語：Зона проведення антитерористичної операції），或稱ATO區，是烏克蘭政府、媒體、以及歐安組織等外國機構使用的一個術語，指的是親俄分離主義勢力控制下的頓涅茨克和盧甘斯克地區。由於烏克蘭將頓涅茨克人民共和國和盧甘斯克人民共和國定義為恐怖組織，故有此名。反恐行動區屬於被佔領的烏克蘭領土。
2014年4月12日，烏克蘭反恐中心開始烏克蘭東部反恐行動以後設立了反恐行動區。
2018年2月20日，烏克蘭總統彼得羅·波羅申科將ATO區的地位從反恐行動改為「採取確保國家安全和國防的措施，擊退並威懾俄羅斯聯邦在頓涅茨克州和盧甘斯克州的武裝侵略」。4月30日，反恐行動改為聯合部隊行動（JFO），由烏克蘭武裝部隊負責。

## 軍事行政區劃
該區域有條件地分為A、B、C、D、M五個扇區：
- A區——盧甘斯克州東部和中部
- B區——頓涅茨克州中部，包括頓涅茨克和马基伊夫卡
- C區——頓涅茨克州北部（巴赫穆特和傑巴利采韋兩市）、盧甘斯克州西部
- D區——盧甘斯克州南部、頓涅茨克州東部（2014年8月24日俄羅斯入侵後，所有烏克蘭軍隊從該地區撤離）
- M區 - 頓涅茨克州南部（馬里烏波爾附近，該區由此得名）